# Journal de psychologie normale et pathologique
Le Journal de psychologie normale et pathologique était, avec L'Année psychologique, une des deux grandes revues françaises de psychologie, de renom international, publiée chez Félix Alcan. Elle avait été fondée en 1903 par Pierre Janet et Georges Dumas. Elle finira de paraître en 1986. 
Cette revue est l'organe officiel de la Société française de psychologie jusqu'à la fin de la Seconde Guerre mondiale. À partir de 1956, c'est la revue Psychologie française qui exercera cette fonction.
Le premier secrétaire de direction était Gabriel Revault d'Allonnes. Jean Dagnan-Bouveret lui succéda jusqu'à sa mort à la Première Guerre mondiale. À partir de 1920, Ignace Meyerson en est l'animateur comme secrétaire de la rédaction. Il le dirigera, à partir de 1938, avec Charles Blondel et Paul Guillaume, puis après 1946 avec Guillaume seul, enfin comme directeur unique, après la mort de Guillaume en 1962. Jean-Pierre Vernant sera aussi secrétaire de rédaction du journal.